# Phan Bá Phiến
Phan Bá Phiến (1839-1887) hay Phan Thanh Phiến  tự là Dương Nhân, là một chí sĩ yêu nước trong phong trào Cần Vương trong lịch sử Việt Nam.

## Tiểu sử
Phan Bá Phiến sinh tại làng Tân Lộc, huyện Hà Đông (nay là huyện Núi Thành), tỉnh Quảng Nam.
Thuở nhỏ nhà nghèo, lại sớm mồ côi cha mẹ, nhưng ông rất hiếu học. Năm 1858, ông đỗ cử nhân, được bổ làm tri huyện Phù Cát, Bình Định.
Tháng 7 năm 1885, ông cùng Nguyễn Duy Hiệu, Trần Văn Dư, Nguyễn Tiểu La (tức Nguyễn Hàm) thành lập Nghĩa hội Quảng Nam vận động sĩ phu và dân chúng hưởng ứng dụ Cần Vương.
Tháng 11 năm 1886, thực dân Pháp sử dụng cuộc vận động tâm lý chiêu hàng làm phân hoá Nghĩa hội sâu sắc, nhiều thủ lĩnh của Nghĩa hội đã sa vào tay đối phương. Thấy tình hình bất lợi, Nguyễn Duy Hiệu và Phan Bá Phiến bèn rút lực lượng lên An Lâm lập cứ điểm.
Sau khi các căn cứ ở Dương Yên, An Lâm, Đại Đồng cũng đều lần lượt bị bao vây rồi thất thủ, đầu năm 1886, Nguyễn Duy Hiệu (Hội chủ mới của Nghĩa hội thay cho Trần Văn Dư) và Phan Bá Phiến đã chọn thung lũng Trung Lộc thuộc Quế Sơn đặt tổng hành dinh với tên gọi là Tân tỉnh Trung Lộc.
Tháng 2 năm 1886, viên Khâm sứ Trung Kỳ là Hector đã điều động khoảng bốn trăm lính Pháp cùng khoảng hai trăm quân triều do Nguyễn Thân chỉ huy đã rầm rộ tiến vào căn cứ Tân tỉnh Trung Lộc. Tại trận kịch chiến ở Gò May, nghĩa quân đại bại, bản doanh bị đốt cháy, san bằng. Thấy không thể cầm cự được nữa, Nguyễn Duy Hiệu và Phan Bá Phiến liền ra lệnh đánh vượt vòng vây chạy về một làng ở gần cửa biển An Hòa thuộc Tam Kỳ...
Nguyễn Thân liền xua quân theo càn quét rất ngặt. Không thể để nghĩa quân toàn ba tỉnh bị giết hại hết, nghe lời Hội chủ Nguyễn Duy Hiệu, Phan Bá Phiến uống thuốc độc tự sát để tránh bị bắt, còn ông Hiệu thì tự trói mình nạp mạng cho đối phương để nhận lãnh hết trách nhiệm về mình...
Kể lại sự việc này, trong Từ điển nhân vật lịch sử Việt Nam có đoạn:
Sau khi bị Pháp và đội quân tay sai Nguyễn Thân đánh úp ở căn cứ Phước Sơn (thuộc Tiên Phước), ông và Nguyễn Duy Hiệu thoát được nhưng thế cùng. Nguyễn Duy Hiệu bàn với ông: "Việc đã không thể làm thì chỉ chết mà thôi. Nhưng chúng ta cùng chết một lúc là vô ích. Vậy ông nên chết trước, còn tôi sẽ giải tán đảng rồi đem thân cho Pháp bắt."
Phan Bá Phiến khảng khái vâng theo, bèn mang đai, đội mũ hướng về kinh đô lạy 5 lạy, rồi quay sang Nguyễn Duy Hiệu lạy 2 lại nói: "Ông hãy gắn sức, tôi xin đi". Rồi uống thuốc độc chết trước mặt nghĩa quân...
Hôm ấy là ngày 21 tháng 9 năm 1887.

## Mộ phần
Sau khi Nguyễn Bá Phiến tuẫn tiết, thân thể ông được bí mật an táng nhưng quân Pháp vẫn tìm được, cho quật xác lên, bêu đầu đóng cọc ở cầu Câu Lâu thuộc huyện Duy Xuyên. Đến khi gia đình mang được xác ông về quê cũ (Núi Thành), lại sợ quân Pháp đến xâm phạm, nên người dân ở Quảng Nam đã lập hai ngôi "mộ gió" ở Quế Sơn và Trà Kiệu để đánh lừa đối phương.
Rồi phải nhiều phen cải táng nữa, di hài ông mới an vị ở thôn Bản Long (nay là thôn Long Thành), xã Tam Tiến (Núi Thành), đến năm 2006 được dựng bia công nhận di tích lịch sử cấp tỉnh. Tuy nhiên, nấm mộ lúc bấy giờ đã khá cũ nát. Hiện nay, phần mộ chí sĩ Phan Bá Phiến đã được chính quyền tỉnh Quảng Nam cho tu sửa lại.

## Vinh danh
- Trong sách Việt Nam vong quốc sử, Phan Bội Châu viết về ông như sau: Sống hiếu, chết trung. Vì nước sống tốt đẹp, vì dân chết oanh liệt. Ông quả có đủ hai đức sáng và lòng trung kiên.
- Tại Quảng Nam, tên ông được đặt cho một trường học (Trung học cơ sở Phan Bá Phiến).
- Tại Thành phố Hồ Chí Minh, Thành phố Đà Nẵng đều có con đường mang tên ông.

## Sách tham khảo
- Phan Bội Châu. Việt Nam vong quốc sử. Nhà xuất bản Khoa học Xã hội, Hà Nội, 1982
- Nguyễn Q. Thắng-Nguyễn Bá Thế, Từ điển nhân vật lịch sử Việt Nam. Nhà xuất bản Khoa học Xã hội, Hà Nội, 1992.